# Grube Eisernhardt
Die Grube Eisernhardt ist ein Eisenerzbergwerk zwischen Biersdorf und Schutzbach im Landkreis Altenkirchen in Rheinland-Pfalz.
Am 25. April 1857 wurde die Grube gemutet. Durch den Falkenberger Tiefen Stollen wurde Eisenerz gefördert. Später wurde ein Maschinenschacht (blind) 180 m abgeteuft. Vier Tiefbausohlen wurden angelegt. Von der vierten bis zur sechsten Sohle wurde ein Blindschacht abgeteuft. Die Grube erreichte damit eine Gesamtteufe von 275 m.
1916 kam die Grube zum Bochumer Verein für Bergbau & Gußstahlfabrikation. Die Jahresförderung betrug bis zu 20.000 t, zwischen 1919 und 1925 wurden 72.390 t Spateisenstein gefördert. Arbeiteten 1918 nur 176 Bergleute in der Grube, waren es 1922 bereits 280 Leute. Am 31. März 1923 wurde die Förderung vorübergehend eingestellt. 1925 wurde die Grube komplett stillgelegt.
Konsolidationen
Zur Grube gehörte die bereits 1901 stillgelegte Grube Käusersteimel.
Die Grube Grüne Aue bei Schutzbach wurde 1912 mit einer Gesamtförderung von 26.838 t Eisenerz stillgelegt. Der Abbau erfolgte aus bis zu 164,5 m Teufe. Gefördert wurde außerdem noch Zinkblende und Nickelerz in geringen Mengen.